# Holiday (Green Day)
„Holiday” je pjesma američkog punk rock sastava Green Day, izdana kao treći singl s njihovog sedmog studijskog albuma American Idiot iz 2004.

## Pozadina
„Holiday” je jedna od dviju izričito političkih pjesama na albumu American Idiot (druga je istoimeni singl „American Idiot”). Pisanje pjesme trajalo je dva mjeseca, budući da Armstrong nije bio zadovoljan svojim tekstovima. Uz potporu Roba Cavalla, uspio je dovršiti pjesmu. „Holiday” je inspiriran glazbom Boba Dylana. Armstrong je želio napisati nešto snažnije od „American Idiot”, koristeći oštar jezik kako bi naglasio svoje stavove. Pjesma kritizira američki konzervativizam. Armstrong je smatrao da su republikanski političari „strateški” otuđivali određene skupine ljudi – primjerice, LGBTQ+ zajednicu – kako bi kupili glasove drugih. Kasnije je pjesmu opisao kao otvoreno „jebi se” tadašnjem predsjedniku Georgeu W. Bushu. Tijekom pisanja, Armstrong je po prvi put zamišljao kako će izvoditi pjesme koje je pisao, i predvidio je reakciju publike na stih „Can I get another Amen?”. Most pjesme, za koji je Armstrong želio da bude „što izokrenutiji”, osmišljen je kao „najgora noćna mora političara.”
Refren pjesme – „This is our lives on holiday” (Ovo su naši životi na odmoru) – imao je za cilj odražavati apatiju prosječnog Amerikanca prema aktualnim problemima. Armstrong je pjesmu opisao kao „ne anti-američku, već anti-ratnu.”